# 제시 소퍼
제시 소퍼(Jesse Soffer, 1984년 4월 23일 ~ )는 미국의 배우이다.

## 출연 작품
- 그레이시 스토리